# Campeonato Argentino M18 2001
El Campeonato Argentino de Menores de 18 años de 2001 fue un torneo para los seleccionados M18 de las uniones regionales afiliadas a la Unión Argentina de Rugby. El torneo se llevó a cabo entre el 13 de octubre y el 17 de noviembre de 2001.
A partir de esta temporada los Campeonato Argentino Juvenil pasó a disputarse en las categorías M18 y M20 en lugar de M19 y M21, como se había hecho desde 1993. Este cambio se llevó a cabo con el objetivo de facilitar el trabajo de los programas de desarrollo de la UAR al alinear los torneos con los seleccionados juveniles argentinos.
Los equipos de este torneo y del Campeonato Argentino M20 fueron distribuidos de acuerdo a la disposición de sus respectivos seleccionados en el Campeonato Argentino de Mayores de 2001, a excepción del seleccionado de la Unión de Rugby del Valle del Chubut, quienes fueron reemplazados en la Zona Campeonato por el seleccionado de la Unión Santafesina de Rugby (originalmente de la Zona Ascenso). Debido a esto todos los partidos del torneo M18 (a excepción de los de la fase final) se disputaron el mismo día y en la misma cancha que los del torneo M20. Algunos encuentros también se disputaron como preliminares a los partidos del Campeonato de Mayores.
La Unión Cordobesa de Rugby ganó el torneo tras derrotar 25-10 a la Unión de Rugby de Mar del Plata en la final disputada en las instalaciones del Córdoba Athletic Club, en la ciudad homónima. De esta manera el seleccionado cordobés, dirigido por Marcelo Denk y Alejandro Sauchelli, se consagró campeón de forma invicta.

## Equipos participantes
Disputaron esta edición las selecciones de ocho uniones provinciales en la Zona Campeonato y siete en la Zona Ascenso.
| División                  | Equipo              | Unión                                                |
| ------------------------- | ------------------- | ---------------------------------------------------- |
| Zona Campeonato 8 equipos | Buenos Aires        | Unión de Rugby de Buenos Aires                       |
| Zona Campeonato 8 equipos | Córdoba             | Unión Cordobesa de Rugby                             |
| Zona Campeonato 8 equipos | Cuyo                | Unión de Rugby de Cuyo                               |
| Zona Campeonato 8 equipos | Mar del Plata       | Unión de Rugby de Mar del Plata                      |
| Zona Campeonato 8 equipos | Rosario             | Unión de Rugby de Rosario                            |
| Zona Campeonato 8 equipos | Salta               | Unión de Rugby de Salta                              |
| Zona Campeonato 8 equipos | Santa Fe            | Unión Santafesina de Rugby                           |
| Zona Campeonato 8 equipos | Tucumán             | Unión de Rugby de Tucumán                            |
| Zona Ascenso 7 equipos    | Alto Valle          | Unión de Rugby del Alto Valle de Río Negro y Neuquén |
| Zona Ascenso 7 equipos    | Austral             | Unión de Rugby Austral                               |
| Zona Ascenso 7 equipos    | Entre Ríos          | Unión Entrerriana de Rugby                           |
| Zona Ascenso 7 equipos    | Nordeste            | Unión de Rugby del Nordeste                          |
| Zona Ascenso 7 equipos    | San Juan            | Unión Sanjuanina de Rugby                            |
| Zona Ascenso 7 equipos    | Santiago del Estero | Unión Santiagueña de Rugby                           |
| Zona Ascenso 7 equipos    | Sur                 | Unión de Rugby del Sur                               |

## Zona Campeonato

### Zona A
Rosario y Cuyo clasificaron al tener mejor diferencia de puntos que Buenos Aires, contando sólo los partidos disputados entre sí.
| Pos. | Equipos      | Partidos | Partidos | Partidos | Tantos | Tantos | Tantos | Pts. |
| Pos. | Equipos      | G        | E        | P        | PF     | PC     | DP     | Pts. |
| ---- | ------------ | -------- | -------- | -------- | ------ | ------ | ------ | ---- |
| 1.°  | Rosario      | 2        | 0        | 1        | 56     | 41     | +15    | 4    |
| 2.°  | Cuyo         | 2        | 0        | 1        | 95     | 45     | +50    | 4    |
| 3.°  | Buenos Aires | 2        | 0        | 1        | 94     | 44     | +50    | 4    |
| 4.°  | Santa Fe     | 0        | 0        | 3        | 18     | 133    | -115   | 0    |

|  | Clasifica a fase final |

| 20 de octubre | Santa Fe | 8 - 14  | Rosario | Club Universitario, Santa Fe |                             |
|               |          | Reporte |         | Árbitro(s): Eduardo Garnica  | Árbitro(s): Eduardo Garnica |

| 20 de octubre | Buenos Aires | 23 - 14 | Cuyo | Club Newman, Benavídez                 |                                        |
|               |              | Reporte |      | Árbitro(s): Bernardo Taboada (Tucumán) | Árbitro(s): Bernardo Taboada (Tucumán) |

| 27 de octubre | Cuyo | 22 - 17 | Rosario |  |  |
|               |      | Reporte |         |  |  |

| 27 de octubre | Buenos Aires | 60 - 5  | Santa Fe | Club Newman, Benavídez                        |                                               |
|               |              | Reporte |          | Árbitro(s): Sebastián Pinilla (Mar del Plata) | Árbitro(s): Sebastián Pinilla (Mar del Plata) |

| 3 de noviembre | Rosario | 25 - 11 | Buenos Aires | Duendes Rugby Club, Rosario         |                                     |
|                |         | Reporte |              | Árbitro(s): Javier Olalla (Córdoba) | Árbitro(s): Javier Olalla (Córdoba) |

| 3 de noviembre | Cuyo | 59 - 5 | Santa Fe |  |  |

### Zona B
| Pos. | Equipos       | Partidos | Partidos | Partidos | Tantos | Tantos | Tantos | Pts. |
| Pos. | Equipos       | G        | E        | P        | PF     | PC     | DP     | Pts. |
| ---- | ------------- | -------- | -------- | -------- | ------ | ------ | ------ | ---- |
| 1.°  | Córdoba       | 3        | 0        | 0        | 96     | 30     | +66    | 6    |
| 2.°  | Mar del Plata | 2        | 0        | 1        | 67     | 58     | +9     | 4    |
| 3.°  | Tucumán       | 1        | 0        | 2        | 34     | 59     | -25    | 2    |
| 4.°  | Salta         | 0        | 0        | 3        | 19     | 69     | -50    | 0    |

|  | Clasifica a fase final |

| 20 de octubre | Córdoba | 37 - 11 | Tucumán |  |  |

| 20 de octubre | Mar del Plata | 35 - 10 | Salta |  |  |

| 27 de octubre | Tucumán | 11 - 16 | Mar del Plata |  |  |

| 27 de octubre | Salta | 3 - 22 | Córdoba |  |  |

| 3 de noviembre | Tucumán | 12 - 6 | Salta |  |  |

| 3 de noviembre | Córdoba | 37 - 16 | Mar del Plata |  |  |

## Zona Ascenso

### Zona Norte
| Pos. | Equipos         | Partidos | Partidos | Partidos | Tantos | Tantos | Tantos | Pts. |
| Pos. | Equipos         | G        | E        | P        | PF     | PC     | DP     | Pts. |
| ---- | --------------- | -------- | -------- | -------- | ------ | ------ | ------ | ---- |
| 1.°  | Nordeste        | 2        | 0        | 0        | 44     | 34     | +10    | 4    |
| 2.°  | Entre Ríos      | 1        | 0        | 1        | 26     | 27     | -1     | 2    |
| 3.°  | Sgo. del Estero | 0        | 0        | 2        | 31     | 40     | -9     | 0    |

| 13 de octubre | Santiago del Estero | 21 - 27 | Nordeste |  |  |

| 20 de octubre | Entre Ríos | 13 - 10 | Santiago del Estero |  |  |

| 27 de octubre | Nordeste | 17 - 13 | Entre Ríos |  |  |

### Zona Sur
| Pos. | Equipos    | Partidos | Partidos | Partidos | Tantos | Tantos | Tantos | Pts. |
| Pos. | Equipos    | G        | E        | P        | PF     | PC     | DP     | Pts. |
| ---- | ---------- | -------- | -------- | -------- | ------ | ------ | ------ | ---- |
| 1.°  | Alto Valle | 3        | 0        | 0        | 92     | 45     | +47    | 6    |
| 2.°  | Sur        | 1        | 0        | 2        | 45     | 37     | +8     | 2    |
| 3.°  | Austral    | 1        | 0        | 2        | 32     | 45     | -13    | 2    |
| 4.°  | San Juan   | 1        | 0        | 2        | 38     | 80     | -42    | 2    |

| 13 de octubre | San Juan | 23 - 35 | Alto Valle |  |  |

| 13 de octubre | Sur | 3 - 7 | Austral |  |  |

| 20 de octubre | Austral | 13 - 15 | San Juan |  |  |

| 20 de octubre | Alto Valle | 30 - 10 | Sur |  |  |

| 27 de octubre | Austral | 12 - 27 | Alto Valle |  |  |

| 27 de octubre | Sur | 32 - 0 | San Juan |  |  |

## Fase final
|  | Semifinales     | Semifinales     | Semifinales     |               |         | Final           | Final           | Final           |  |
|  | 10 de noviembre | 10 de noviembre | 10 de noviembre |               |         | 17 de noviembre | 17 de noviembre | 17 de noviembre |  |
|  |                 |                 |                 |               |         |                 |                 |                 |  |
|  |                 |                 |                 |               |         |                 |                 |                 |  |
|  | Córdoba         | Córdoba         | 36              |               |         |                 |                 |                 |  |
|  | Córdoba         | Córdoba         | 36              |               |         |                 |                 |                 |  |
|  | Cuyo            | Cuyo            | 10              |               |         |                 |                 |                 |  |
|  | Cuyo            | Cuyo            | 10              |               | Córdoba | Córdoba         | 25              |                 |  |
|  |                 |                 |                 |               | Córdoba | Córdoba         | 25              |                 |  |
|  |                 |                 | Mar del Plata   | Mar del Plata | 10      |                 |                 |                 |  |
|  | Rosario         | Rosario         | Mar del Plata   | Mar del Plata | 10      | 13              |                 |                 |  |
|  | Rosario         | Rosario         |                 |               |         | 13              |                 |                 |  |
|  | Mar del Plata   | Mar del Plata   | 17              |               |         |                 |                 |                 |  |
|  | Mar del Plata   | Mar del Plata   | 17              |               |         |                 |                 |                 |  |
|  |                 |                 |                 |               |         |                 |                 |                 |  |

### Semifinales
| 10 de noviembre | Córdoba | 36 - 10 | Cuyo | Córdoba Athletic Club, Córdoba |  |
|                 |         | Reporte |      |                                |  |

| 10 de noviembre | Rosario | 13 - 17 | Mar del Plata | Duendes Rugby Club, Rosario |                         |
|                 |         | Reporte |               | Árbitro(s): A. Mancusso     | Árbitro(s): A. Mancusso |

### Final
| 17 de noviembre | Córdoba | 25 - 10 | Mar del Plata | Córdoba Athletic Club, Córdoba |  |
|                 |         | Reporte |               |                                |  |

| Bandera de la Provincia de Córdoba |
| Córdoba Campeón                    |